# Paral·lel 31° sud
El paral·lel 31° sud és una línia de latitud que es troba a 31 graus sud de la línia equatorial terrestre. Travessa l'oceà Atlàntic, l'Àfrica, l'Oceà Índic, l'Australàsia, l'Oceà Pacífic i Amèrica del Sud.
En aquesta latitud el sol és visible durant 14 hores, 13 minuts durant el solstici d'hivern i 10 hores, 4 minuts durant el solstici d'estiu.

## Geografia
En el sistema geodèsic WGS84, al nivell de 31° de latitud sud, un grau de longitud equival a 95,504 km; la longitud total del paral·lel és de 34.381 km, que és aproximadament 86,0% de la de l'equador, del que es troba a 3.431 km i a 6.571 km del pol Sud

## Arreu del món
A partir del Meridià de Greenwich i cap a l'est, el paral·lel 31° sud passa per: 
| Coordenades                               | País. Territori o mar | Notes |
| ----------------------------------------- | --------------------- | --- |
| 31° 0′ S, 0° 0′ E / 31.000°S,0.000°E      | Oceà Atlàntic         | |
| 31° 0′ S, 17° 40′ E / 31.000°S,17.667°E   | Sud-àfrica            | Cap Septentrional - per uns 20 km Cap Occidental Cap Septentrional Cap Oriental KwaZulu-Natal - per uns 13 km                                                                      |
| 31° 0′ S, 30° 16′ E / 31.000°S,30.267°E   | Oceà Índic            | |
| 31° 0′ S, 115° 19′ E / 31.000°S,115.317°E | Austràlia             | Austràlia Occidental Austràlia Meridional Nova Gal·les del Sud |
| 31° 0′ S, 153° 2′ E / 31.000°S,153.033°E  | Oceà Pacífic          | |
| 31° 0′ S, 71° 39′ O / 31.000°S,71.650°O   | Xile                  | Coquimbo |
| 31° 0′ S, 70° 17′ O / 31.000°S,70.283°O   | Argentina             | Província de San Juan Província de La Rioja Província de Córdoba Província de Santa Fe Entre Ríos Passa vora les ciutats de Paraná (31°44′S 60°32′W) i Santa Fe (31°38′S 60°42′W). |
| 31° 0′ S, 57° 52′ O / 31.000°S,57.867°O   | Uruguai               | |
| 31° 0′ S, 55° 53′ O / 31.000°S,55.883°O   | Brasil                | Rio Grande do Sul - per uns 13 km |
| 31° 0′ S, 55° 45′ O / 31.000°S,55.750°O   | Uruguai               | |
| 31° 0′ S, 55° 26′ O / 31.000°S,55.433°O   | Brasil                | Rio Grande do Sul |
| 31° 0′ S, 50° 41′ O / 31.000°S,50.683°O   | Oceà Atlàntic         | |